# Porlasztó

Porlasztó elvi vázlata (magyarázat a szövegben)

A karburátor, más néven – utalva a működési elvére – porlasztó, az Otto-motorok által igényelt levegő-üzemanyag keverék előállítására szolgáló szerkezet.
A karburátort Bánki Donát és Csonka János találta föl 1893-ban, majd ugyanabban az évben, de a magyar feltalálópárosnál hónapokkal később Wilhelm Maybach is szabadalmaztatta. 1887-ben Edward Butler szabadalmaztatott ugyan egy, általa inspiratornak nevezett gázosítót, de az a Bánki–Csonka-féle karburátortól eltérő elven működött, és bonyolultsága miatt a gyakorlatban nem lehetett jól hasznosítani. Kisebb, egyszerűbb motorokon és motorkerékpárokon még ma is meg lehet találni a porlasztót, de a gépkocsiknál gyakorlatilag az üzemanyag-befecskendezés – amit az 1950-es évek óta sikerült kereskedelmileg elfogadtatni és folyamatosan teret nyert – teljesen kiszorította, az 1990-es évek elejétől kezdve már általánosan elterjedtek az elektromos befecskendező-rendszerek gépjárműveknél. Motorkerékpárokon, mopedeken (quadokon, hómobilokon, Jet-Ski-ken stb.) tovább voltak általánosan elterjedtek olcsóságuk és egyszerűségük – esetenként ezen járművek alacsonyabb ára – miatt, illetve az alacsonyabb károsanyag-kibocsátási normák is tovább tartották piacon. De nagyjából a 2000-es évek első évtizede közepétől, főleg a szigorúbb károsanyag-kibocsátási normák miatt a befecskendező rendszerek innen is kiszorították a karburátort a legalacsonyabb hengerűrtartalmú (50-125 ccm) kategóriákból is. A karburátorokat napjainkban főleg kerti kisgépek, láncfűrészek, fűnyírók, modellmotorok és kétütemű krosszmotorok esetében alkalmazzák, bár utóbbiak esetében már injektorral ellátott sorozatgyártású modellek is megjelentek a piacon.
A többhengeres motorok hengerenként is rendelkezhetnek porlasztóval, vagy több henger is osztozhat egy karburátoron, főleg költséghatékonysági okokból, de ez áramlástanilag nem hatékony megoldás. A nagy teljesítményű motorkonstrukcióknál és a legutóbbi időkig a motorkerékpároknál általánosan jellemző volt a hengerenkénti porlasztó.

## Működési elve
Az ábrán látható egyszerű változatnál a levegő, melyet a szívóütemben a motor dugattyúja szív be, alulról áramlik az (1) Venturi-csőbe, amely az állandó keresztmetszetű szívócsőbe helyezett konfúzor-diffúzor, vagyis szűkülő, majd bővülő keresztmetszetű csőszakasz. A levegő áramlása a Venturi-cső legszűkebb keresztmetszetében Bernoulli törvénye értelmében lecsökkenti a légnyomást és a megfelelően kialakított fúvókából (6) az üzemanyagot apró cseppek – köd – formájában(2) kiporlasztja, amely a levegővel keveredik és robbanóképes keveréket alkot. A levegő mennyiségét a (7) pillangószeleppel lehet szabályozni. Gépkocsikon ezt a fojtószelepet mozgatja a vezető a gázpedál lenyomásával vagy felengedésével.
Az üzemanyag mennyiségét az úszóházban(3) helyet foglaló (4) úszóval (üres lemezhenger, amely úszik az üzemanyagban) mozgatott tűszelep szabályozza. Ha az üzemanyag szintje csökken, az úszó lejjebb mozdul, és nyitja a tűszelepet(5).
Az első porlasztó valóban a fenti elvek szerint működött, de hiányosságai miatt később sok javítást és újítást alkalmaztak, hogy az eltérő üzemviszonyoknak mindenben megfeleljen. Az ideális levegő-üzemanyag arányt a gazdaságos működés végett fent kell tartani különböző teljesítmények mellett, de szigorúan véve az egyszerű porlasztónál ezt mindössze egyetlen teljesítménynél lehet pontosan tartani.
A benzin tökéletes égésének van egy ideális aránya, egész pontosan tömegaránya. Ezt fontos hangsúlyozni, mivel az 1:14.7-es arány nem térfogat-, hanem tömegarány. Szám szerint, 1kg benzin  elégetéséhez 14.7kg levegő szükséges. Ez viszont nem minden üzemállapotban kielégítő:
A maximális teljesítményhez tartozó érték pedig nagyjából az 1:12,5 benzin-levegő arány, nagyjából ±0,5 tűréssel. 
Az egységnyi üzemanyaggal megtehető legnagyobb távolság hozzávetőlegesen az 1:16-os keverési arányhoz tartozik.
A karburátor alapjaiban mozgó alkatrészeket nem tartalmazó, áramlástani elven működő szerkezet. Célja a motor számára a mindenkori megfelelő keverési arány biztosítása. Legyen szó hidegindításról vagy üzemi körülményekről, motorfékről vagy padlógázról, síkságon való haladásról vagy épp a több ezer méteres hegyekben való közlekedésről. És nem utolsósorban a megvalósítandó célok között megemlítendő a gazdaságosság, valamint az egyáltalán nem kevésbé fontos tény, a környezetvédelem is.
Az alapvető működés azt az áramlástani törvényszerűséget használja ki, ami zárt rendszeren belül a sűrűség, a nyomás és a sebesség egymásra hatását fejezi ki.
A Venturi-cső működése: 
Ahol kisebb a keresztmetszet, ott gyorsabb az áramlás és kisebb a nyomás. És mivel a sebesség-változással a nyomás is változik, így a legkisebb keresztmetszetű helyen vezetjük be a benzint, akkor – egy kissé leegyszerűsítve a dolgot – a benzinmennyiség a légáram függvényében fog változni.
A légtorokba érkező levegő egy rövid bevezető szakasz után a Venturiba érkezik, ami egy hosszasan kikísérletezett, pontos geometriával rendelkező csőszűkítő. Itt a szűkebb keresztmetszet miatt az áramlás sebessége megnő, ami Bernoulli egyenlete alapján nyomáseséssel jár. Ez az úszóházbéli mindenkori nyomáshoz képesti nyomásesés indítja meg a benzináramlást. A benzin a folyadék mivolta miatt a nyomás hatására nem változtatja érdemben a sűrűségét, viszont a levegő igen, mivel a különböző nyomásokon ugyanakkora tömegű levegő különböző térfogatot foglal el. Ez pedig a különböző fordulatszámokon okoz problémát azáltal, hogy a Venturiban lévő levegő nyomása csökken a fordulatszámmal. És mivel fordulatszámfüggő nyomáseséshez még a levegő összenyomhatósága miatti sűrűségváltozás is hozzáadódik, így a Venturi és az úszóház közötti nyomáskülönbség nem lineáris volta miatt a Venturiban létrejövő vákuum a fordulatszám növekedésével a szükségesnél nagyobb mennyiségű benzint indít áramlásba, ami túldúsítja a keveréket. Ez konkrétabban úgy néz ki, hogy a keverési arány a motorba jutó benzin és levegő hányadosa, ami függ – Egyrészt a fúvóka ellenállási tényezőjétől. Ez a fúvókában áramló benzin mennyiségétől függ, de nem jelentős mértékben, hiszen az áramlás sebessége sem jelentős; – Másrészt függ(ne) a fúvóka keresztmetszetétől, de ez konstans;
- Harmadrészt befolyásolja a benzin sűrűsége, ami szintén nem változik számottevő mértékben; – Továbbá függ még a légtorok ellenállási tényezőjétől és keresztmetszetétől, melyek szintén nem változnak.
A különböző üzemállapotok és velük együtt a rájuk jellemző rövid leírás:
- Alapjárat: az alapjárat az a legalacsonyabb fordulatszám, amely mellett az összes fogyasztót bekapcsolva megbízhatóan egyenletes fordulatszámot kapunk. Ez motorkonstrukciótól függő érték, személygépkocsik esetében percenként 500 és 1000 közé esik. A nagy lökettérfogatú, alacsony fordulatú motorok már kisebb fordulatszámnál is egyenletesen járnak, de a kis lökettérfogatú, forgós motornak magasabb alapjáratra van szüksége. Az alapjárati keverékigény ~1:10. Ezt a meglehetősen dús keveréket az indokolja, hogy alapjáratnál annyira kevés levegőt szív be, hogy a szívási ütem végén a hengertérben még nagyfokú vákuum van, így elképzelhető, hogy a sűrítés végén is csak kevéssel vagyunk a légköri nyomás felett. Márpedig ilyen kevés jelenlévő üzemanyagot ilyen kis nyomás alatt meglehetősen nehéz begyújtani, így muszáj dúsítani a keveréket, mivel a keverék begyújthatósága a keverék dúsításával javul.
- Kis terhelésű, egyenletes haladás: ekkor már túlléptünk az alapjáraton, így az azt kiszolgáló részek nem képesek biztosítani az üzemállapotnak megfelelő keveréket. Viszont a kis terhelés miatt annyira csekély a légtorokban a légáram, hogy ez még nem képes megindítani a benzináramlást a főfúvóka-rendszerben. Ezt hivatott áthidalni az átmeneti berendezésnek nevezett rész.
- Részterhelés: az az állapot, amikor már a főfúvóka-rendszer dolgozik, de kicsi vagy csak átlagos a teljesítményigény.
- Teljes terhelés: ekkor a fogyasztással szemben a teljesítmény kerül előtérbe, így a főfúvókarendszerrel párhuzamosan egy külön fúvókarendszer plusz benzint ad a keverékhez.
- Motorfék: ebben az állapotban környezetvédelmi és gazdaságossági megfontolások végett célszerű lezárni a benzin útját, amit egy – adott esetben – beépített mágnes-szelep végez.
-Hidegindítás: alacsony hőmérsékleten, de legalábbis, amíg relatív hideg szívócső fala, addig az üzemanyag kicsapódik a szívócső falára és ez olyan nem elporlasztott üzemanyag hengerbe jutását eredményezi, ami nem tud elégni. A benzinrészecskék a felületük mentén tudnak elégni, így annál nagyobb a hatásfok, minél kisebbek az elporlasztott “cseppek”, mivel annál nagyobb az összfelületük.

## Gyakorlati kivitel
Az első porlasztó valóban a fenti elvek szerint működött, de hiányosságai miatt később sok javítást és újítást alkalmaztak, hogy az eltérő üzemviszonyoknak mindenben megfeleljen. Az ideális levegő-üzemanyag arányt a gazdaságos működés végett fent kell tartani különböző teljesítmények mellett, de szigorúan véve az egyszerű porlasztónál ezt mindössze egyetlen teljesítménynél lehet pontosan tartani. Hogy a porlasztó üzemét részteljesítménynél is javítsák, különböző megoldásokat, például kiegyenlítő fúvókás (Zenith) vagy féklevegő-fúvókás (Solex) porlasztókat használtak.
További problémát jelentett, hogy alapjárati fordulatszámon is biztosítani kell a megbízható üzemet, amikor az üzemi fúvókákon a kis áramlási sebesség miatt még nem áramlik hajtóanyag. Ilyenkor a fojtószelep zárva van, a levegő beáramlását egy másik nyíláson, vagy a fojtószelep résén keresztül biztosítják, és egy finoman beállítható üresjárati fúvóka szolgáltatja a megfelelő, 16:1 levegő-benzin keverékarányt.
A hideg motor indításakor gazdagabb keverékre van szükség, mert a hideg csőfalra a beporlasztott üzemanyag egy része lecsapódik. A kb. 3:1 keverékarányt a dúsítóval, köznapi néven szívatóval lehet elérni. Ezt korábban autóban kézzel kellett a vezetőülésből állítani, és vigyázni kellett, hogy amikor a motor már felmelegedett, kiiktassuk. A korszerűbb megoldások automatikus szivatót használnak.
Gépkocsiknál fontos, hogy a motor jól gyorsuljon. Ehhez átmenetileg szintén gazdagabb keverék (kb. 8:1) szükséges. Ehhez gyorsítófúvókát használnak, ezen keresztül csak a gázpedál hirtelen benyomásakor áramlik üzemanyag.
Alapjáraton, amikor motorféket használunk, – tehát a fordulatszám nagy, a fojtószelep pedig zárva van – az alapjárati rendszer működése felesleges, egy membránnal vezérelt tűszelep az üzemanyagot elzárja innen, a fogyasztás csökkentése végett.
Repülőgépmotoroknál és nagy tengerszint feletti magasságon üzemelő Otto-motoroknál további probléma, hogy a levegő sűrűsége kisebb, tehát egy magassági korrektorral az üzemanyag mennyiségét – aminek a sűrűsége nem csökken a magassággal – a légnyomáseséssel arányosan csökkenteni kell.
A karburátor érzékeny a helyzetváltozásokra is, az úszóházból az üzemanyag csak egy bizonyos helyzetben áramlik pontos mennyiségben. Amikor a járművel együtt megbillen, akkor olyan helyzet áll elő, mintha az úszó által beállított szint megváltozott volna. Ezért az úszóházat a járművön a szívócső vonalában jobbra, vagy balra tervezik, mert az oldaldőlés általában csekély és az emelkedőn vagy lejtőn haladáskor a relatív szint nem változik.
Repülőgépeknél a nagy szögelfordulással járó manővereket (orsó, bukórepülés, és meredek emelkedés) nem is teszi lehetővé, a motor leáll. A jelentős függőleges gyorsulások is lehetetlenné teszik a megfelelő szint úszóbeállítását, mert nemcsak az úszó súlya hat a tűszelepre, hanem a tehetetlenségi erő is, az üzemanyag sűrűsége pedig közben nem változik.
A motorok fogyasztásának csökkentése és a környezetvédelmi előírások szigorítása szükségessé tette a porlasztók kiváltását pontosabb eszközökkel. Ezért ma gyakorlatilag kiszorítják a befecskendezéses rendszerek a hagyományos porlasztókat.